# Трнавські пагорби
Трнавські пагорби (Trnavská pahorkatina) — гірський масив в Словаччині; геоморфологічна підодиниця масиву Подунайські пагорби. Середні висоти — 120 метрів. Місце розташування — Трнавський край; Тренчинський край і Братиславський край.
Протікає Штеруський потік.